# رازور 1911
رازور 1911 (بالإنجليزية: Razor 1911)‏ هي مجموعة ويرز وَديموسين تأسست في النرويج في سنة 1985. وفقا لوزارة العدل الأمريكية فإن رازور 1911 هي أقدم مجموعة كسر حماية برمجيات والتي لا تزال فاعلة إلى الآن.

## التاريخ
بدأت المجموعة في عام 1985 باسم رازور 2992 عن طريقة ثلاثة مؤسسين بأسماء مستعارة «دكتور نو» (Doctor No)، «إنسين تي تي إم» (Insane TTM) و«سكتور 9» (Sector99). بدأت بكسر حماية برمجيات كومودور 64. لاحقا قامت المجموعة بتغيير 2992 إلى 1991 والتي تترجم إلى 777 في نظام عد ستة عشري، وهذا العدد 777 في نظام يونكس هو قيمة تمنح صلاحية الوصول إلى كل الملفات لكل المستخدمين.

## وصلات خارجية
- رازور 1911 على موقع ميوزك برينز (الإنجليزية)
- رازور 1911 على موقع ميوزك برينز (الإنجليزية)
- الموقع الإلكتروني